# Lankesterella pilosa
Lankesterella pilosa là một loài thực vật có hoa trong họ Lan. Loài này được (Cogn.) Hoehne mô tả khoa học đầu tiên năm 1944.